# Яхонтов, Андрей Николаевич
Андрей Николаевич Яхонтов (род. 5 мая 1951 года, Москва) — советский и российский журналист, писатель, сценарист. Заслуженный работник культуры Российской Федерации (2002).

## Биография
Прадед был регентом Успенского собора в Московском Кремле. Дед, Пётр Виссарионович, окончил историко-филологический факультет Московского университета, работал учителем истории в школе, автор книг «Как организовать работу в промысловой кооперации», «Промысловое кредитное товарищество. (Вопросы организации)». Отец, Николай Петрович Яхонтов, был актёром, молодым человеком в фильме «Сын полка» сыграл роль разведчика Егорова. Пробовался на роль Мересьева в фильме «Повесть о настоящем человеке», проходил просмотры в фильмы «Русские люди», «В шесть часов вечера после войны». Однако кинематографическая карьера у него не сложилась. Служил в театрах имени Маяковского, на Таганке, областном театре имени А. Н. Островского. Писал также стихи как поэт-любитель, воспитывал литературные вкусы сына. Мама была машинисткой.
Детство Андрея прошло в Москве, в Еропкинском и Мансуровском переулках, свои детские воспоминания он описал в повести «Дождик в крапинку». Благодаря связям родителей с детства видел известных литераторов — Вениамина Каверина, Александра Борщаговского, Виктора Урина, Иосифа Дика. Школьником сотрудничал в передаче для старшеклассников Всесоюзного радио «Ровесники»
Окончил факультет журналистики МГУ (1973).
С 1973 года по 1988 год работал в «Литературной газете»: сначала в отделе русской литературы, затем руководил юмористическим разделом газеты — «Клуб 12 стульев». Признавался в 1984 году, что получал 3000-4000 писем в месяц.
Выступал также как прозаик, литературный дебют состоялся в журнале «Юность» (повесть «Плюс-минус десять дней»). Был дружен и испытал большое влияние Бориса Полевого («Андрюша, видел вас вчера в ресторане. Не ведите светскую жизнь. Сидите за письменным столом»).
В альманахе «Мир приключений» дебютировал в 1985 году фантастическим рассказом «Срок контракта истекает через…».
Автор романов «Теория глупости», «Бывшее сердце», «Учебник Жизни для Дураков», «Роман с мёртвой девушкой», сборника эссе «Коллекционер жизни», сборников повестей и рассказов «Ловцы троллейбусов», «Дождик в крапинку», «Предвестие», «Зимнее марево», «Глянцевая красотка», «Ужин с шампанским», «Кардиограмма при свечах».
По сценариям Яхонтова на сценах российских и зарубежных театров поставлены спектакли («И эту дуру я любил» — в Московском театре им. Гоголя, «Мир без китов» — в Театре Комиссаржевской, «Койка» — в театре «Монолог XXI век», "ЛюБоль" в театре Ленком и др.).
Участвовал в телевизионной передаче «Вокруг смеха».

## Награды
- Международная премия «Золотой Ёж» за наивысшие достижения в жанре сатиры и юмора (Болгария).
- Медаль Кирилла и Мефодия (1998).
- Премия «Золотой телёнок» «Литературной Газеты» («Клуба 12 стульев») (2001).
- Заслуженный работник культуры Российской Федерации (2002).

## Высказывания
«Правило трёх „Б“»: будь бедным, бездарным, больным — и все тебя полюбят.
Дорога от успеха к успеху приводит к ужасу. А из неудач вырастает пирамида успеха.